# Jacopo Gelli
Jacopo Gelli (Orbetello, 13 settembre 1858 – Livorno, 13 dicembre 1935) è stato un militare e scrittore italiano.

## Biografia
Nacque a Orbetello da Raffaello e Maddalena Casalini, dove visse la sua infanzia nella casa di famiglia. Compì gli studi prima a Montalcino, successivamente a Pisa e infine a Torino, laureandosi in lettere. Frequentò l'Accademia militare di Modena dalla quale uscì con il grado di sottotenente, quindi intraprese la carriera militare nel Regio Esercito Italiano fino a raggiungere il grado di colonnello. Nel 1887 organizzò a Firenze l'Esposizione rossiniana.
Convinto sostenitore del principio secondo il quale ogni disputa potesse essere risolta pacificamente, senza ricorrere all'uso delle armi e senza alcun pregiudizio per l'onore, divenne presidente della Corte internazionale per l'abolizione del duello. Pur senza riuscire mai nel raggiungimento di tale obiettivo fornì un contributo prezioso alla definizione delle regole dello scontro e della sfida, del concetto d'onore e di cavaliere, tant'è che lavorò assiduamente per ottenere un rigido regolamento in proposito. Scrisse importanti testi sull'argomento, fra cui un celebre "Codice cavalleresco", pubblicato per la prima volta nel 1879. Il codice, che contempla come soluzioni ugualmente onorevoli sia il duello sia il giudizio di un Tribunale d'onore, è stato edito ben 19 volte in Italia ed è stato pubblicato anche all'estero. Un'altra opera di Gelli, il Manuale del duellante, viene premiata con la medaglia d'oro al Concorso sportivo di Genova, nel 1892, e con il diploma d'onore alle Esposizioni riunite di Milano nel 1894.
Fu promotore a Firenze, nel 1888, della Corte d'Onore Permanente, della quale sarà presidente per molti anni. Visse per molti anni a Livorno dedicandosi alla storia della scherma nazionale e internazionale e alla storia della cavalleria continuando le sue pubblicazioni e registrando, con accurate ricerche, quasi 4000 duelli. 
Nel corso della sua vita, Gelli scrive numerose opere e monografie storico-aneddotiche, spesso pubblicate con l'editore Hoepli di Milano, riguardanti argomenti molto diversi fra loro, fra cui una Bibliografia generale della scherma con note critiche, biografiche e storiche (1890), un Dizionario filatelico. Manuale del raccoglitore di francobolli con indicazione dei prezzi, bibliografia e storia (1898-99), Gli archibugiari milanesi. Industria, commercio, uso delle armi da fuoco in Lombardia (1905), L'arte dell'armi in Italia (1906) e Gli ex libris italiani. Guida del raccoglitore (1930). Fu inoltre collaboratore, negli ultimi anni della sua vita, dell'Enciclopedia Treccani del 1933, curando la sezione dedicata ai giochi e dell'Enciclopedia delle Enciclopedie di Angelo Fortunato Formiggini sempre per la sezione “I giuochi di società”.
Il Telegrafo di Livorno del 18 dicembre 1935, diede notizia della sua morte, avvenuta qualche giorno prima.

## Archivio
Le molte lettere e la raccolta di autografi anche illustri che fanno parte del fondo J. Gelli furono donati, insieme a numerosi libri ed opuscoli sul duello, alla Biblioteca Chelliana nel 1936 da Jacopo Gelli stesso.
I materiali seguono da quel momento le vicissitudini della biblioteca, subendo un bombardamento, numerosi cambi di sede e due alluvioni, nell'ultima delle quali (1966) subiscono alcuni danni.

## Opere principali
- Il duello nella storia della giurisprudenza e nella pratica italiana, Firenze, Loescher & Seeber, 1886
- Nuovo codice cavalleresco, Firenze, Tip. Editrice F. Stianti, 1888
- Bibliografia generale della scherma. Con note critiche, biografiche e storiche, Firenze, L. Niccolai, 1890
- Codice cavalleresco italiano, Milano, Fratelli Dumolard, 1892
  - Codice cavalleresco italiano, Milano, Hoepli, 1923
- Manuale del duellante, Milano, Fratelli Dumolard, 1894
- Manuale del biliardo, Milano, Hoepli, 1895
- I duelli mortali del secolo XIX, Milano, L. Battistelli, 1899
- Guida del raccoglitore e dell'amatore di armi antiche, Milano, Hoepli, 1900
- Come posso divertirmi? Piccola enciclopedia di giuochi mossi e tranquilli da eseguirsi in città e in campagna, Milano, Hoepli, 1901
- Scherma italiana, Milano, Hoepli, 1901
- L'arte delle armi in Italia, Bergamo, Istituto italiano d'arti grafiche, 1906
- Catalogue de la collection d'ouvrages sur l'escrime de la collection de Jacopo Gelli, Rome, D. De Rossi, 1912
- Divise, motti, imprese di famiglie e personaggi italiani : con trecentosessanta figure riprodotte da stampe originali, Milano, Hoepli, 1916
- L'amatore di stampe : interpretazione di monogrammi, marche e segni d'intagliatori, Milano, Hoepli, 1923
- Duelli celebri, Milano, Hoepli, 1928
- Banditi briganti e brigantesse nell'Ottocento, Firenze, Bemporad, 1931